# MLB Draft 1979
Der MLB Draft 1979 war der 15. Draft, der von der Major League Baseball veranstaltet wurde. An erster Stelle wurde Al Chambers von den Seattle Mariners ausgewählt.

## Hintergrund
Der Draft 1979 ist vor allem dadurch gekennzeichnet, dass überdurchschnittlich viele spätere professionelle Footballspieler ausgewählt wurden. In der National Football League aktiv waren Dan Marino und John Elway (Kansas City Royals), Jack Thompson (Seattle Mariners), Curt Warner (Philadelphia Phillies), Kevin House (St. Louis Cardinals) und Jay Schroeder (Toronto Blue Jays). Umgekehrt wurde der Quarterback Rick Leach von der University of Michigan durch die Detroit Tigers ausgewählt, der später erfolgreich in der Major League Baseball spielte.
Weitere erwähnenswerte Spieler, die in diesem Jahr gedraftet wurden, waren Tim Wallach von den Montreal Expos, Steve Howe von den Los Angeles Dodgers, Atlee Hammaker von den Kansas City Royals, Andy Van Slyke von den St. Louis Cardinals, Brett Butler von den Atlanta Braves, Pete O’Brien von den Texas Rangers, Von Hayes von den Cleveland Indians, Marty Barrett von den Boston Red Sox und Gary Gaetti von den Minnesota Twins.

## Erstrundenwahlrecht
|  | = All-Star |  |  | = Baseball Hall of Famer |

| Pick | Spieler           | Mannschaft           | Position | Schule                                |
| ---- | ----------------- | -------------------- | -------- | ------------------------------------- |
| 1    | Al Chambers       | Seattle Mariners     | OF       | Harrisburg, Pennsylvania              |
| 2    | Tim Leary         | New York Mets        | RHP      | University of California, Los Angeles |
| 3    | Jay Schroeder     | Toronto Blue Jays    | C        | Pacific Palisades, Kalifornien        |
| 4    | Brad Komminsk     | Atlanta Braves       | OF       | Lima, Ohio                            |
| 5    | Juan Bustabad *   | Oakland Athletics    | SS       | Hialeah, Florida                      |
| 6    | Andy Van Slyke    | St. Louis Cardinals  | OF       | New Hartford, New York                |
| 7    | Jon Bohnet        | Cleveland Indians    | LHP      | Vallejo, Kalifornien                  |
| 8    | John Mizerock     | Houston Astros       | C        | Punxsutawney, Pennsylvania            |
| 9    | Steve Buechele *  | Chicago White Sox    | SS       | Fullerton, Kalifornien                |
| 10   | Tim Wallach       | Montreal Expos       | 1B       | Cal State Fullerton                   |
| 11   | Kevin Brandt      | Minnesota Twins      | OF       | Nekoosa, Wisconsin                    |
| 12   | Jon Perlman       | Chicago Cubs         | RHP      | Baylor University                     |
| 13   | Rick Leach        | Detroit Tigers       | OF       | University of Michigan                |
| 14   | Joe Lansford      | San Diego Padres     | 1B       | San Jose, Kalifornien                 |
| 15   | Scott Garrelts    | San Francisco Giants | RHP      | Buckley, Illinois                     |
| 16   | Steve Howe        | Los Angeles Dodgers  | LHP      | University of Michigan                |
| 17   | Jerry Don Gleaton | Texas Rangers        | LHP      | University of Texas at Austin         |
| 18   | Rick Luecken *    | San Francisco Giants | RHP      | Houston, Texas                        |
| 19   | Rick Seilheimer   | Chicago White Sox    | C        | Brenham, Texas                        |
| 20   | Dan Lamar         | Cincinnati Reds      | C        | Houston, Texas                        |
| 21   | Atlee Hammaker    | Kansas City Royals   | LHP      | East Tennessee State University       |
| 22   | Mike Sullivan     | Cincinnati Reds      | RHP      | Clemson University                    |
| 23   | Chris Baker       | Detroit Tigers       | OF       | Dearborn Heights, Michigan            |
| 24   | Bob Geren         | San Diego Padres     | C        | San Diego, Kalifornien                |
| 25   | Steve Perry       | Los Angeles Dodgers  | RHP      | University of Michigan                |
| 26   | Mike Stenhouse *  | Oakland Athletics    | OF       | Harvard University                    |

* Hat keinen Vertrag unterschrieben